# Jakub Buk
Jakub Buk (ur. 1825, zm. w 1895) – łużycki pisarz, publicysta i folklorysta.
Studiował w Pradze, gdzie był jednym z założycieli studenckiego stowarzyszenia „Serbowka”. Kapłan i nauczyciel gimnazjalny w Drježźanach. Po powrocie z Pragi redaktor czasopisma „Maćica Serbska”. Był autorem – „Zynki hornjołužiskeje serbskeje rěče” (1852), a także zbioru przysłów łużyckich pt. „1000 serbskich přisłowow a prajidmow” (1862).